# Ферла
Фѐрла (на италиански: Ferla, на сицилиански a Ferra, ''а Фера) е село и община в южна Италия, провинция Сиракуза, автономен регион Сицилия. Разположено е на 556 m надморска височина. Населението на общината е 2659 души (към 2006 г.).